# Арасланово (станция)
Арасла́ново — станция Златоустовского региона Южно-Уральской железной дороги в посёлке Арасланово Нязепетровского района Челябинской области.
Расположена на линии Бердяуш (ЮУЖД) — Дружинино (СвЖД), соединяющей исторический и современный ходы Транссибирской магистрали. Находится в 33 км от станции Нязепетровская, в 160 км от станции Бердяуш, в 96 км от станции Дружинино.
В настоящее время законсервирована на неопределённый период с 2008 года.

## История

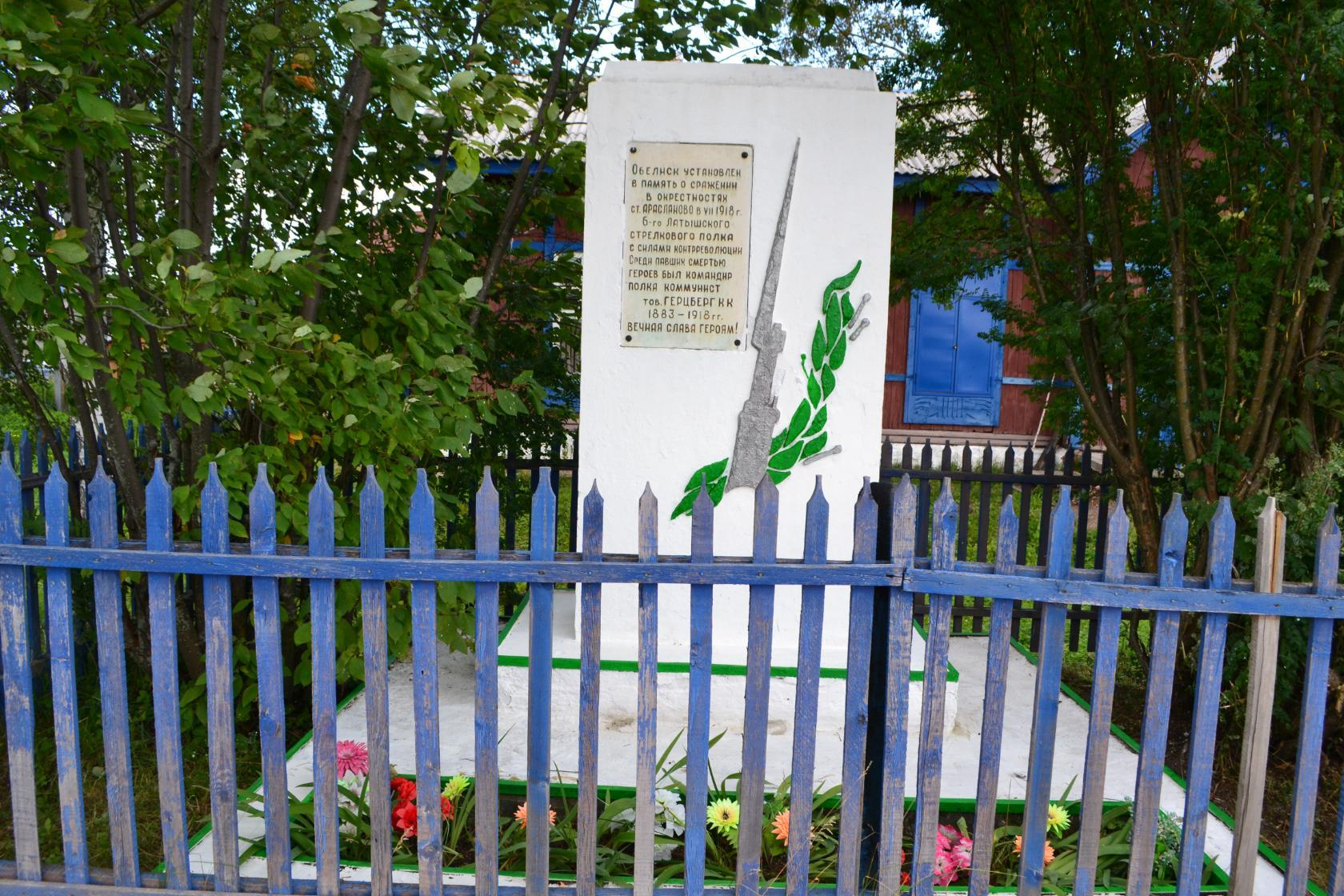
Обелиск перед зданием диспетчерской, посвящённый бойцам 6-го Латышского стрелкового полка.

Была сооружена в 1914 году в ходе строительства Западно-Уральской железной дороги и открыта в 1915 году. Названа в честь расположенного в 5 км к западу одноимённого села.
С сентября 1919 года в составе Пермской железной дороги (с упразднением и присоединением к ней Западно-Уральской железной дороги). С 1934 года с созданием Южно-Уральской железной дороги, включена в её состав.
До 2008 года станция относилась к Нязепетровской дистанции путей Златоустовского отделения Южно-Уральской железной дороги.
В советское время через станцию проходило 3 пары пассажирских поездов и порядка 13 пар грузовых.